# Alberto Demiddi
Alberto Demiddi (Buenos Aires, 11 aprile 1944 – San Fernando, 26 ottobre 2000) è stato un canottiere argentino, campione del mondo e vincitore di due medaglie olimpiche.

## Biografia
Dopo aver praticato in gioventù il nuoto a livello agonistico, a 16 anni si dedicò al canottaggio ottenendo ben presto successi di livello internazionale.
Gareggiando nel singolo fu campione nazionale per dodici anni consecutivi dal 1962 al 1973, quattro volte campione sudamericano (1964, 1965, 1968 e 1970), due volte campione europeo (1969 e 1971), vincitore dei Giochi panamericani nel 1967 e nel 1971, campione del mondo nel 1970. Partecipò a tre edizioni dei Giochi olimpici, giungendo quarto nel 1964, terzo nel 1968 e secondo nel 1972.
Morì per un tumore allo stomaco nel 2000, a 56 anni.

## Palmarès
- Giochi olimpici

Città del Messico 1968: bronzo nel singolo.
Monaco di Baviera 1972: argento nel singolo.
- Campionati del mondo di canottaggio

St. Catharines 1970: oro nel singolo.
- Campionati europei di canottaggio

Klagenfurt 1969: oro nel singolo.
Copenhagen 1970: oro nel singolo.
- Giochi panamericani

Rio de Janeiro 1963: argento nel due di coppia.
Winnipeg 1967: oro nel due di coppia.